# 森喜久子
森 喜久子（もり きくこ、1960年9月26日 - ）は、フリーアナウンサー、日テレ学院副学院長。

## 主な担当番組
静岡第一テレビ時代
- ズームイン!!朝! - 3代目静岡中継リポーター（山本貴久子と交互に担当）
- しずおかミニ情報
- 週間手話ニュース
- さんさん静岡（静岡県広報番組）
- 静岡○ごとワイド - リポーター（初期）
- News Wave
- 歌のトップテン - SDTリポーター

フリー以後
- あらかわの人（荒川ケーブルテレビ） - ナレーター

## 備考
- 中継を担当していたズームイン!!朝! では、「静岡のきっこさん」として全国区で親しまれた。
- 同番組の中継の本番前、海岸で入水自殺をしようとしている女性をスタッフが発見し、救助。森が介抱しながら必死に説得して思い留めさせた。その甲斐あって女性は立ち直り、翌日に、静岡第一テレビを訪れて元気な姿を見せた。